# Liste des évêques et archevêques de Poznań

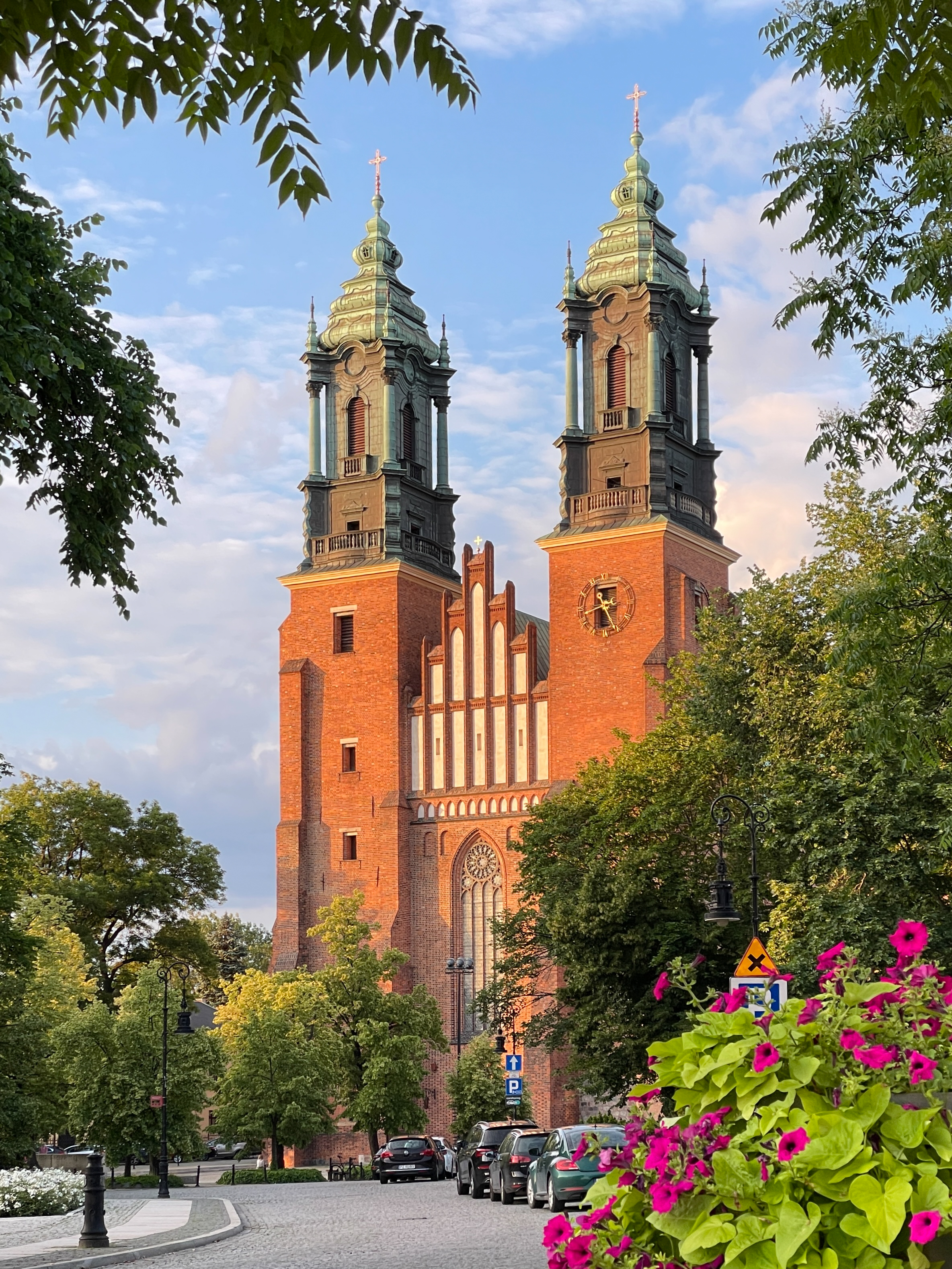
La basilique-archicathédrale Saint-Pierre-et-Paul de Poznań.

Le diocèse de Poznań en Pologne est fondé à la fin du Xe siècle. Il est élevé au rang d'archidiocèse en 1821, en union personnelle avec l'archidiocèse de Gniezno. Les deux archidiocèses sont séparés en 1946. Son siège est la basilique-archicathédrale Saint-Pierre-et-Paul de Poznań.

## Évêques de Poznań (jusqu'en 1821)
- 968 – vers 983 : Jordan
- vers 983/992 – 1012 : Unger
- (?) – 1030 : Romanus (?)
- années 1030 : Ederam
- vers 1085 : Franko
- vers 1100-1103? : Eckhard
- vers 1105 : Heinrich von Siegburg
- vers 1112-1113 : Paweł Ier
- (?) – 1146 : Bogufał Ier
- 1146-1152 : Pean
- 1152-1159 : Stefan
- 1159-1164 : Bernard
- 1164-1172 : Radwan
- 1172-1180? : Cherubin
- 1180?-1186 : Arnold Ier
- vers 1186? : Świętosław (?)
- vers 1187? : Gerward (?)
- vers 1193 : Benedykt
- (?) – 1196 : Mrokota
- 1201-1211 : Arnold II
- 1211 : Filip
- 1211-1242 : Paweł II
- 1242-1253 : Bogufał II
- 1253-1254 : Piotr
- 1254-1264 : Bogufał de Czerniejewo
- 1265-1267 : Falanta
- 1267-1278 : Mikołaj Ier
- 1278-1285 : Jan de Wysokowce
- 1285-1297 : Jan Gerbicz
- 1297-1317? : André Zaremba
- 1318?-1324 : Domarat Grzymała
- 1324-1335 : Jan III
- 1335-1346 : Jan IV de Kępa
- 1347-1348 : Andrzej de Wiślica
- 1348-1355 : Wojciech Pałuka
- 1356-1374 : Jan de Lutogniewo
- 1375-1382 : Mikołaj de Górka
- 1382-1384 : Jan Kropidło
- 1384-1395 : Dobrogost de Nowy Dwór (en)
- 1395-1399 : Mikołaj Kurowski
- 1399-1412 : Wojciech Jastrzębiec
- 1413-1414 : Piotr Wysz Radoliński
- 1414-1426 : Andrzej Łaskarz Gosławski
- 1426-1427 : Mirosław Brudzewski
- 1428-1437 : Stanisław Ciołek
- 1438-1479 : Andrzej Bniński
- 1479-1498 : Uriel Górka
- 1498-1520 : Jan Lubrański
- 1520-1525 : Piotr Tomicki
- 1525-1536 : Jan Latalski
- 1536-1538 : Jan z Książąt Litewskich
- 1538-1539 : Stanisław Oleśnicki
- 1539-1544 : Sebastian Branicki
- 1544-1546 : Paweł Dunin Wolski
- 1546-1553 : Benedykt Izdbieński
- 1553-1562 : Andrzej Czarnkowski
- 1562-1574 : Adam Konarski
- 1577-1597 : Łukasz Kościelski
- 1598-1600 : Jan Tarnowski
- 1601-1607 : Wawrzyniec Goślicki
- 1607-1623 : Andrzej Opaliński
- 1624-1627 : Jan Wężyk
- 1627-1631 : Maciej Łubieński
- 1631-1634 : Adam Nowodworski
- 1635 : Henryk Firlej
- 1636-1650 : Andrzej Szołdrski
- 1650-1655 : Florian Kazimierz Czartoryski
- 1655-1663 : Wojciech Tolibowski
- 1664-1687 : Stefan Wierzbowski
- 1688-1698 : Stanisław Witwicki
- 1699-1707 : Mikołaj Święcicki
- 1710-1715 : Mikołaj Bartłomiej Tarło
- 1716-1720 : Krzysztof Antoni Szembek
- 1721-1722 : Piotr Tarło
- 1722-1732 : Jan Joachim Tarło
- 1733-1738 : Stanisław Józef Hozjusz
- 1739-1768 : Teodor Kaziemirz Czartoryski
- 1768-1780 : Andrzej Stanisław Młodziejowski
- 1780-1793 : Antoni Onufry Okęcki
- 1794-1808 : Ignacy Raczyński
- 1809-1821 : Tymoteusz Gorzeński

## Archevêques de Gniezno et Poznań (1821-1946)
- 1821-1825 : Tymoteusz Gorzeński
- 1828-1829 : Teofil Wolicki
- 1831-1842 : Marcin Dunin
- 1845-1865 : Leon Przyłuski
- 1866-1886 : Mieczysław Ledóchowski
- 1886-1890 : Juliusz Dinder
- 1891-1906 : Florian Oksza Stablewski
- 1914-1915 : Edward Likowski (pl)
- 1915-1926 : Edmund Dalbor
- 1926-1946 : August Hlond

## Archevêques de Poznań (depuis 1946)
- 1946-1956 : Walenty Dymek
- 1957-1977 : Antoni Baraniak
- 1978-1996 : Jerzy Stroba
- 1996-2002 : Juliusz Paetz
- 2002-2025 : Stanisław Gądecki
- depuis 2025 : Zbigniew Zieliński (en)

## Source
- (en) Liste des évêques de Poznań, Catholic-Hierarchy